# Theorie der Selbstregulation (Bandura)
Die Theorie der Selbstregulation des kanadischen Psychologen Albert Bandura fußt auf seinen früheren Arbeiten zur Sozialkognitiven Lerntheorie und hängt eng mit dem Konzept der Selbstwirksamkeit zusammen. Bandura beschreibt hier den Prozess der intraindividuellen Handlungssteuerung, welcher nach Heckhausen während der aktionalen Phase abläuft.

## Prozess der Selbstregulation
Der Prozess der Selbstregulation besteht nach Bandura aus den drei Komponenten „Selbstbeobachtung“, „Selbstbewertung“ und „Selbstreaktion“, welche aufeinanderfolgen und sich gegenseitig beeinflussen:
{\displaystyle {\begin{aligned}&{\text{ Selbstbeobachtung }}\longrightarrow {\text{ Selbstbewertung }}\longrightarrow {\text{ Selbstreaktion }}\\&\qquad \uparrow \longleftarrow \longleftarrow \longleftarrow \longleftarrow \longleftarrow \longleftarrow \longleftarrow \uparrow \longleftarrow \longleftarrow \longleftarrow \longleftarrow \longleftarrow \longleftarrow {\xleftarrow {\downarrow }}\end{aligned}}}

### Selbstbeobachtung
Selbstbeobachtung erfüllt zwei Funktionen. Erstens werden Gefühle, Verhalten und die zugehörigen situativen Bedingungen registriert. So werden wichtige Erkenntnisse über die eigene Person und ihre Wirkung gewonnen (Diagnose). Zum anderen erfüllt die Selbstbeobachtung die Funktion der Selbst-Motivation: „Die selbstmotivierende Funktion entsteht durch die Neigung, sich bei genauer Beobachtung der eigenen Handlungen im Schwierigkeitsgrad steigende Ziele zu setzen.“ (Nerdinger, 2001, S. 363).

### Selbstbewertung
Bei der Selbstbewertung wird das Beobachtete, das Erreichte, mit den eigenen internen Standards (Anspruchsniveau, Ziele) abgeglichen. Diese Standards sind nicht zu verwechseln mit den Vorgaben des Auftrags- oder Arbeitgebers, sondern entspringen ausschließlich den inneren Eigenschaften einer Person.

### Selbstreaktion
Aus der Selbstbewertung folgen die Selbstreaktionen der Person. Diese bestehen zum einen aus der „materiellen Belohnung“. Dieser Begriff umfasst all jene kleinen Belohnungs- und Bestrafungsrituale, mit denen eine Person ihr eigenes Verhalten steuert (z. B. das Kaffeepäuschen nach erfolgreicher Erledigung eines wichtigen Teilabschnittes oder die „Verweigerung“ eines Kino-Abends, so lange sich die dreckige Wäsche noch im Kleidersack türmt). Zum anderen folgen aus der Selbstbewertung sowohl affektive als auch kognitive Reaktionen. Affektive Reaktionen sind zum Beispiel Stolz oder Unzufriedenheit. Die kognitiven Reaktionen umfassen vor allem die Einschätzung, wie gut man seine Ziele erreicht hat. Dadurch entsteht schließlich die Erwartung, bestimmte Aufgaben eher gut oder schlecht bewältigen zu können (Selbstwirksamkeitserwartung).
Die Belohnungs- und Bestrafungsrituale wirken im Sinne einer instrumentellen Selbstkonditionierung verstärkend auf erfolgreiche und verringernd auf weniger zielführende Verhaltensweisen. Zumindest im Optimalfall – wer auf nicht-zielführendes Verhalten (aus dem Fenster starren) immer mit kleinen Belohnungsritualen reagiert („Erstmal eine Zigarette, dann geht's wieder besser.“), verstärkt natürlich damit dieses ungünstige Verhalten.
Affektive und kognitive Reaktionen, besonders die so entwickelte (positive oder negative) Selbstwirksamkeit wirken wieder zurück auf Selbstbeobachtung und Selbstbewertung, indem sowohl das Anspruchsniveau, als auch der Schwierigkeitsgrad der gesetzten Ziele entsprechend angepasst wird.
Es ist plausibel, dass eine positive Selbstwirksamkeit leistungsförderlich wirkt, da zunehmend höhere Ziele gesetzt und selbstbewusst angegangen sowie zielführendes Verhalten verstärkt wird. Vertrauen in die eigene Wirksamkeit (Selbstwirksamkeit) steigert die Effizienz der Selbstregulation.

## Folgerung für die betriebliche Praxis
Die Entwicklung in Unternehmen geht zurzeit hin zu flacheren Hierarchien („Verschlankung“ des Unternehmens). Dies bedeutet, dass auch Angestellte auf mittleren und niedrigeren Hierarchieebenen immer öfter mit Aufgaben betraut werden, die eigenverantwortliches und weitgehend selbständiges Handeln im Interesse der Firma erfordern.
„Zur Vorbereitung auf solche Aufgaben bieten Selbstregulationstrainings die geeigneten Übungsbausteine“ (Nerdinger, 2001, S. 364): Übung von objektiver Selbsteinschätzung; Zielsetzung geeigneter Verhaltensweisen; Erlernen von erfolgreicher Selbstüberwachung; Erlernen von Selbstbekräftigungsstrategien; Erfassen der gesetzten Ziele, der Handlungen zur Zielerreichung und der Bedingungen für Selbstbekräftigungen in sog. schriftlichen Kontrakten (für sich selbst) und Erlernen von Strategien zur Aufrechterhaltung oder Generalisierung des Gelernten auf die betriebliche Alltagssituation.
So sollen die Teilnehmer lernen, ihr eigenes Verhalten bewusst zu steuern und sich selbst zu motivieren.

## Weiterführende Literatur
- Albert Bandura: Self Efficacy: The Exercise of Control. Palgrave Macmillan, 2004, ISBN 0-7167-2850-8 (englisch).
- Albert Bandura: Social Learning Theory. Prentice-Hall, 1977, ISBN 0-13-816744-3 (englisch).